# ابفالترسباچ
ابفالترسباچ (به آلمانی: Abfaltersbach) یک سکونتگاه مسکونی در اتریش است که در Lienz District واقع شده‌است.